# Kaze no Ishimaru
Kaze no Ishimaru (japanisch 風の石丸) ist eine Manga-Serie von Sampei Shirato aus dem Jahr 1960. Der Manga wurde als Anime-Serie Shōnen Ninja Kaze no Fujimaru (少年忍者風のフジ丸) adaptiert, er ist damit der erste von mehrern adaptierten Werken Shiratos. International wird die Serie auch Ninja the Wonderboy oder Young Fujimaru genannt.

## Handlung
Die Geschichte beginnt mit Ishimaru, als er noch ein kleines Baby ist. Seine Mutter legt ihn in einen Korb, während sie auf dem Land arbeitet. Plötzlich wird das Baby von einem Adler entführt, aber Sasuke, ein Samurai, holt das Baby und nimmt es als Schüler an. Ishimaru wächst, bis er ein begabter junger Mann wird, der den Wind kontrollieren kann, indem er Ninjutsu lernt. Er kennt zwei starke Techniken: Die „Multiplikation“, die es ihm ermöglicht, seine Feinde zu verwirren, indem er Illusionen von sich selbst erzeugt, und die „Blätter“, die ihm helfen, hinter einem Windwirbel davonzulaufen.
Ishimaru will seine Mutter wiedersehen und er will das Ryuen-Buch finden. Dieses ist ein handgeschriebenes Pergament, das großartige, aber gefährliche Techniken enthält. Neben ihm sind viele der Fürsten Japans und ihre Untergebenen und ihre Untergebenen auf der Suche nach dem Buch. Ishimarus Hauptfeind ist Japusai vom Fuma-Clan sowie die Iga-Ninja. Er ist ein Meister der Feuertechniken, der auch nach dem Pergament sucht.
Am Ende erreicht Ishimaru beide Ziele. Er trifft seine Mutter und findet das Pergament, aber er beschließt, es zu zerstören, weil es in Japusais Händen zu gefährlich wäre.

## Manga
Der Manga von Sampei Shirato erschien 1960 im Magazin Bokura von Kōdansha. Die Serie ist in einem relativ realistischen Stil gehalten, Shirato war bemüht, das Japan unter dem Tokugawa-Shogunat möglichst authentisch darzustellen.

## Animeserie
Bei der Produktion von Toei Animation führten Daisaku Shirakawa, Kimio Yabuki, Takeshi Shirato, Hiromi Uchida und Michiru Takeda Regie. Die Drehbücher schrieben Satoshi lijima, Jiro Yoshino, Daisaku Shirakawa und Minoru Tanaka. Die Animationsarbeiten wurden geleitet von Daikichi Kusube und Akira Okuwara. Ähnlich wie die Vorlage ist die Serie im Stil realistisch gehalten, widmet sich inhaltlich jedoch erkennbar an ein junges Publikum. Die künstlerische Leitung lag bei Mataji Urata und für die Kameraführung waren Hirokata Takahashi und Jiro Yoshimura verantwortlich.
Für den Anime wurde der Titel zu Shōnen Ninja Kaze no Fujimaru geändert, um eine Assoziation mit dem Sponsor Fujisawa Pharmaceuticals zu wecken. Die 65 je 30 Minuten langen Folgen wurden vom 7. Juni 1964 bis 29. August 1965 von NET in Japan ausgestrahlt. Es folgten Fernsehausstrahlungen lokalisierter Fassungen in Spanien und Brasilien.

### Synchronisation
| Rolle            | japanischer Sprecher (Seiyū) |
| ---------------- | ---------------------------- |
| Kaze no Fujimaru | Kiyoshi Komiyama             |
| Midori           | Midori Kato                  |
| Daisuke          | Kazuko Yoshikawa             |
| Ponkichi         | Makiko Itō                   |
| Choro            | Yoshiko Yamamoto             |

### Musik
Koichi Fukube komponierte den Soundtrack der Serie. Für den Vorspann verwendete man das Lied Shōnen Ninja Kaze no Fujimaru, für den Abspann Tatakau Shōnen Ninja, beide gesungen vom Chor Nishirokugō Shōnen Gasshōdan.